# Кровненська сільська рада
Кро́вненська сільська́ ра́да — колишній орган місцевого самоврядування в Сумському районі Сумської області. Адміністративний центр — село Кровне.

## Загальні відомості
- Населення ради: 1 297 осіб (станом на 2001 рік)

## Населені пункти
Сільській раді були підпорядковані населені пункти:
- с. Кровне
- с. Руднівка

## Склад ради
Рада складалася з 16 депутатів та голови.
- Голова ради: Харченко Юрій Володимирович
- Секретар ради: Бідненко Світлана Миколаївна

### Керівний склад попередніх скликань
| Прізвище, ім'я, по батькові | Основні відомості                                                                                     | Дата обрання | Дата звільнення |
| --------------------------- | --- | ------------ | --------------- |
| Харченко Юрій Володимирович | Сільський голова, 1961 року народження, освіта середня спеціальна, член Соціалістичної партії України | 26.03.2006   | 31.10.2010      |
| Харченко Юрій Володимирович | Сільський голова, 1961 року народження, освіта середня спеціальна                                     | 31.10.2010   |                 |

Примітка: таблиця складена за даними сайту Верховної Ради України